# Baldellia
Baldellia es un género de plantas acuáticas, plantas adaptadas a los medios muy húmedos o acuáticos, hidrófitas o higrofitas perteneciente a la familia Alismataceae. Integrado por tres géneros, se encuentra distribuido por gran parte de Europa, el Mediterráneo desde Irlanda a las islas Canarias hasta Turquía y Estonia El nombre del género es en honor al marqués italiano Bartolommeo Bartolini Baldelli (1804-1868).

## Descripción
Hierbas perennes, Todas las hojas desde la base, aéreas, elípticas, lanceoladas. Flores hermafroditas, pediceladas. Pétalos ovados u obovados, con la base amarilla. Androceo con 6 estambres. Carpelos numerosos. Filamentos estaminales planos, ensanchados en la base. Fruto poliaquenio con 5 costillas( 3 dorsales y 2 ventrales). 2n= 16

## Especies
Baldellia Parl., Nuov. Gen. Sp. Monocot. 57 (1854)
- Baldellia alpestris  (Coss.) M. Laínz in Bol. Inst. Estud. Asturianos, Supl. Ci. 5: 41 (1962). En España y Portugal
- Baldellia ranunculoides  (L.) Parl., Nuov. Gen. Sp. Monocot. 58 (1854) 
  - Baldellia ranunculoides var ranunculoides. Desde las Azores a Irlanda y desde Turquía a Estonia
  - Baldellia ranunculoides var. tangeina (Pau) J.Rocha. España, Portugal, Marruecos
- Baldellia repens (Lam.) Lawalrée in Bull. Jard. Bot. État 29: 7 (1959) 
  - Baldellia repens subsp. baetica Talavera & Casimiro-Soriguer in Acta Bot. Malac. 33: 315 (2008) . España
  - Baldellia repens subsp. cavanillesii (J.A. Molina, A. Galán, J.M. Pizarro & Sardinero) Talavera in Acta Bot. Malac. 33: 313 (2008) . España, Portugal, Francia, Bélgica, Holanda
  - Baldellia repens subsp. repens - (Lam.) Lawalrée in Bull. Jard. Bot. État 29: 7 (1959). Islas Canarias, España, Portugal, Argelia